# کمال حبیب‌اللهی
میرکمال‌الدین میرحبیب‌اللهی (۱۲ بهمن ۱۳۰۸ – ۲۳ مهر ۱۳۹۵) معروف به کمال حبیب‌اللهی نظامی ایرانی و دریاسالار نیروی دریایی شاهنشاهی ایران بود. او آخرین فرماندهِ نیروی دریایی شاهنشاهی ایران از ۱۳۵۴ تا ۱۳۵۷ ه‍جری خورشیدی بود. حبیب‌اللهی در دولت ارتشبد ازهاری کفالت وزارتخانه‌های فرهنگ و هنر، آموزش و پرورش و فرهنگ و آموزش عالی را بر عهده داشت. او از امضا کنندگان اعلامیه بی‌طرفی ارتش در ۲۲ بهمن ۱۳۵۷ بود. 

## اوایل زندگی
میرحبیب‌اللهی در ۱۲ بهمن ۱۳۰۸ در خانواده‌ای آذری در آستارا در نزدیکی مرز ایران و شوروی زاده شد. پدر او، میر کتاب‌الله، یک خیّر آستارایی بود که در سال ۱۳۲۸ قمری (۱۹۱۰ میلادی) زمینی را برای احداث مسجد «غریب‌الغربا» وقف کرد و پس از درگذشتش، در حیاط همان مسجد به خاک سپرده شد.
میرکمال‌الدین دورهٔ ابتدایی را در زادگاهش و دورهٔ متوسطه را در تهران سپری کرد و در ۱۳۲۷ از دارالفنون فارغ‌التحصیل شد.

## تحصیلات و نظامی‌گری
او پس از فارغ‌التحصیلی از دارالفنون، در کنکور دانشکدهٔ افسری پذیرفته شد و به نیروی دریایی پیوست. وی می‌گوید پس از واقعهٔ سوم شهریور ۱۳۲۰ و اشغال ایران، نیروی دریایی به خاطر رشادتی که به خرج داد و در حدّ توان به وظیفه‌اش عمل کرد، مورد احترام مردم بود. او که در ۱۳۲۸ وارد نیروی دریایی شاهنشاهی شده بود، آموزش‌های ابتدایی نیروی دریایی را در ۱۳۳۲ در انگلستان دید. در سال ۱۳۴۰ از مدرسهٔ عالی نیروی دریایی ایالات متحده در مونتری کالیفرنیا فارغ‌التحصیل شد و در سال ۱۳۴۸ دورهٔ فرماندهی نیروی دریایی را در دانشکدهٔ جنگ نیروی دریایی ایالات متحده (Naval War College) در نیوپورت، رودآیلند گذراند.
پیش از سرنگونی نظام شاهنشاهی پهلوی، در سال ۱۳۵۷، اسرائیل در پروژه‌هایی چند میلیارد دلاری برای فروش موشک‌های پیشرفتهٔ سطح به سطح به ایران درگیر بود. حبیب‌اللهی در این زمینه با فرمانده نیروی دریایی اسرائیل در گفتگو بود و در تلاش برای ایجاد نیروی زیردریایی بود. او در سال ۱۳۵۷ در کابینهٔ ارتشبد غلامرضا ازهاری به سرپرستی وزارتخانه‌های فرهنگ و هنر، آموزش و پرورش و علوم و آموزش عالی رسید.

### سیر ارتقای رتبه
- ارتقا به درجهٔ ناوسروانی در ۱۳۴۳
- فرماندهی یک واحد اسکورت (مرکب از سه ناوچه) در سال ۱۳۴۴
- معاون عملیاتی ناحیهٔ دریایی جنوب و ناوگان خلیج فارس در سال ۱۳۴۵
- درجهٔ ناخدا یکمی در سال ۱۳۴۷
- رئیس ستاد نیروی دریایی در سال ۱۳۴۸
- درجهٔ دریاداری در سال ۱۳۴۹
- فرماندهی پایگاه دریایی ۱ بوشهر، ۴ بوشهر در ماه مهٔ ۱۳۵۱
- فرماندهی ناوگان خلیج فارس در همان سال ۱۳۵۱
- درجهٔ دریابانی در سال ۱۳۵۳
- درجهٔ دریاسالاری در سال ۱۳۵۷

### دوران انقلاب
حبیب‌اللهی در مواجهه با انقلاب خواهان سرکوبی بیرحمانه معترضان، و کشتن چند هزار تن بود ولی شاه به دلیل مغایرت این کار با قانون اساسی با آن موافقت نکرد. او می‌گوید از همان ابتدا همه می‌دانستند که در صورت پیروزی انقلاب، ممکن است اعدام شوند، کما این که شماری از آن فرماندهان شدند. در جلسه سران ارتش به ژنرال هایزر پیشنهاد می‌کند ایالات متحده آیت الله خمینی را در نوفل لوشاتو ترور کند که هایزر این پیشنهاد را رد می‌کند.حسن طوفانیان ضمن معرفی حبیب‌اللهی به عنوان فردی زیرک، باهوش و منطقی می‌گوید که وی موافق برخورد سخت با انقلابیون بوده است.

### اعلامیه بی‌طرفی ارتش
حبیب الهی از امضا کنندگان اعلامیه بی‌طرفی ارتش در ۲۲ بهمن ۱۳۵۷ بود و سرلشکر محمدولی قرنی، اولین رئیس ستاد ارتش پس از انقلاب، از او خواست که در سمت خود یعنی فرماندهی نیروی دریایی باقی بماند.

### سازمان آزادگان
حبیب‌اللهی در سال ۱۳۶۰ و در زمان جنک ایران و عراق رهبری گروهی متشکل از ۴۵–۵۰ کوماندو در پاریس به تخت نظر سازمان آزادگان را بر عهده داشت که در تنگه جبل الطارق به یک گروه از سه کشتی ایرانی حمله کردند و ناوچه تبرزین را ربودند. ایران سیا را به دست داشتن در این حمله متهم کرد. ربایندگان پس از مدتی مذاکره این ناوچه را به فرانسه تحویل دادند.

## زندگی شخصی
حبیب‌اللهی فردی خوش‌سیما، خوش‌صحبت و از نظر لباس و شخصیت بی‌نهایت مرتب توصیف شده است و گفته شده تنیس، شنا و رقص از علایق اویند. او غذاهای ایرانی را ترجیح می‌دهد از اسکاچ، شامپاین و مشروب BB لذت می‌برد و سیگار نمی‌کشد. او زبان‌های انگلیسی و ترکی را عالی، زبان فرانسه را خوب و ایتالیایی را نسبتاً خوب صحبت می‌کند. با لادن (متولد ۱۹۴۴)، که در انگلیس در رشتهٔ باله تحصیل کرده است و انگلیسی را سلیس صحبت می‌کند، ازدواج کرده است. آنان یک پسر به نام کاوه دارند. و در نیروی دریایی شاهنشاهی بسیار مورد احترام بوده است.